# Gastrallus marginipennis
Gastrallus marginipennis is een keversoort uit de familie klopkevers (Anobiidae). De wetenschappelijke naam van de soort is voor het eerst geldig gepubliceerd in 1879 door LeConte.